# 軍団兵

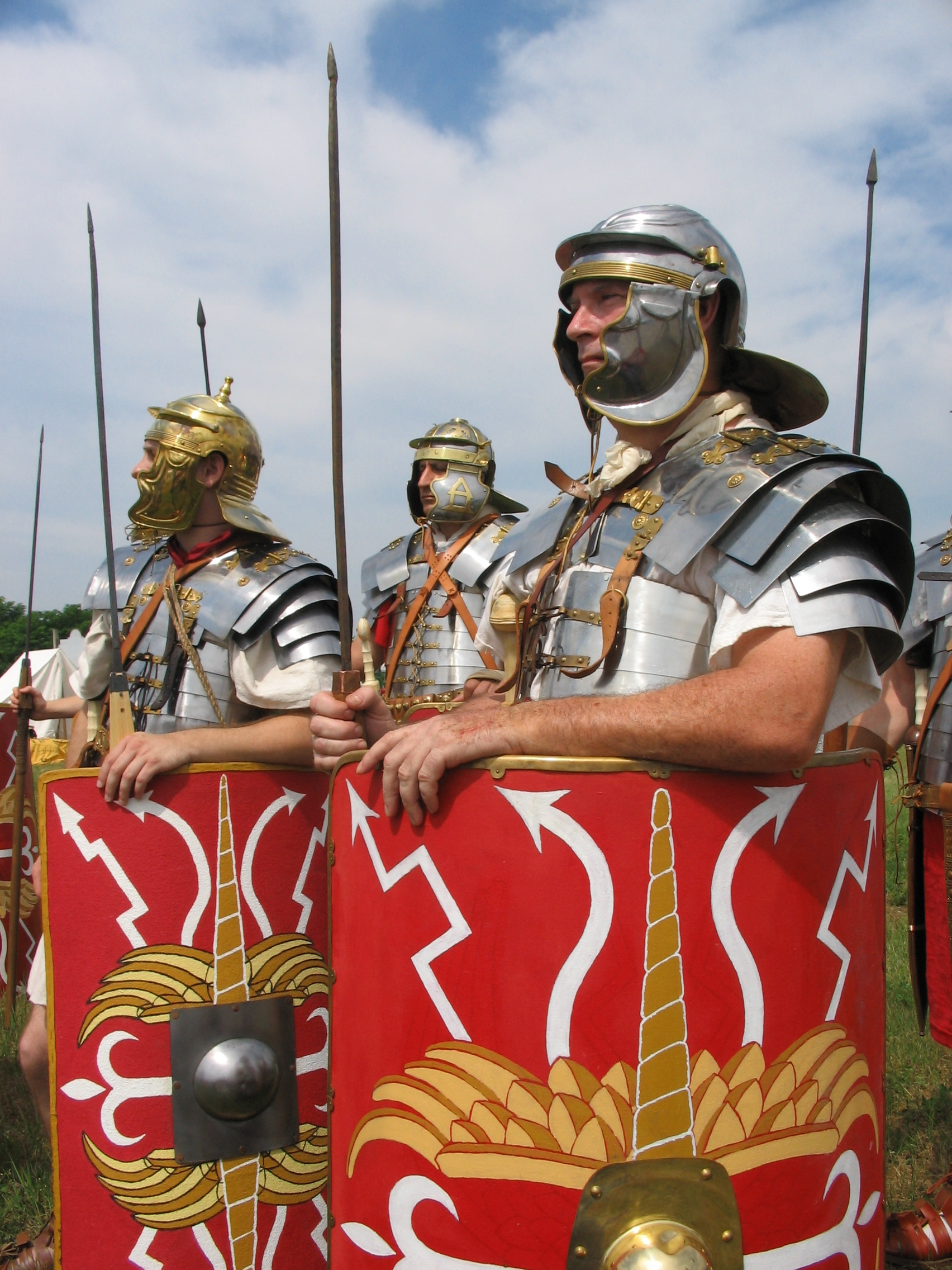
軍団兵 ロリカ・セグメンタタ（1〜3世紀）コスプレ

軍団兵（ぐんだんへい、古典ラテン語：Legionarius, レギオーナーリウス）は、ローマ軍団を構成する兵士。共和政ローマ中期までローマ市民は軍団兵としての義務があり、25年間、45歳までの兵役が課せられた。退役までの5年間はベテラン軍団兵として、従事する内容を軽いものなどにしてもらい、優遇をされた。編成においては彼らはトリアリイ（Triarii）（後詰の予備部隊）に組み込まれ、余程の劣勢でなければ実際に白兵戦に参加することはなかった。兵の資格としてローマ市民権を保持する市民でなければならず、これは帝政ローマになっても変わらなかった。

## 軍規
軍団兵は厳しい規律のもとで鍛えられた。「訓練は血の出ない戦闘」と呼ばれるほどに厳しく、ローマ軍の戦闘技能に欠かせないものであったために武器での模擬戦闘および重装備・密集した戦列のままでの演習行進は絶え間なく行われた。当時の戦いは重装歩兵の場合、剣を以て白兵戦で敵と戦わなければならない過酷なものであった。
体格的に矮小なイタリア人が、大柄で頑強なガリア人やゲルマン人の兵士に連戦連勝できたのは偏に厳格な規律によってなされる集団としての統率と兵士間の連帯によるものである。
また規律は重要視され、違反者は厳しく処罰された。最大の刑罰は死刑。これは当事者1名を処刑するだけではなく、共に殺される者を同じ部隊（コントゥベルニウム）の兵士からくじで選び、残った者たちが死刑を執行するという過酷なものだった。（詳細は十分の一刑を参照）

その一方、私生活に関しては柔軟な対応がなされていた。例えば公式には兵役中の兵士の妻帯は禁止されていたが、実際には居留地で妻を娶り、除隊後故郷に妻子を連れて帰ることなどは黙認されていた。

## 食事
ローマ人の食生活では、海産物はよく食べたが肉はほとんどと言っていいほど食べる習慣がなく、軍団兵が遠征に携行する食料も、小麦粉、固く焼いたパン、干し魚、たまねぎ、イチジク、チーズ、牛乳、オリーブオイル、塩、水、葡萄酒などで肉は「食べものが無くなったから仕方なく食べる」程度であったという説が近年まで信じられていた。当時の文献にそのような記載があったからである。ガリア戦記においても補給不足から獣肉を得たということがわざわざ書かれている。
しかし、軍団駐屯地跡などに対する最近の発掘調査では、調理された大量の獣骨が見つかっている。このことから、時代が下るにつれて肉食の文化が普及していったものと考えられている。
軍規違反などの際には、彼らは大麦を食べさせられる罰を受けることがあった。大麦は軍馬の食べる飼料とされており、これは軍団兵にとってかなりの屈辱であったという。

## 土木技術
ローマ軍団兵の特色の一つとして、その優れた土木技術が挙げられる。彼らは軍団基地に駐屯しているとき、訓練ばかりではなく、ローマ街道の敷設・補修工事を常に行っていた。労働を卑しみそのような作業を奴隷に押し付けたギリシャ人とは対照的であった。その技術水準は非常に高く、エンジニアリングに無知だったガリア人たちが見守る前で森から木を切り出したと思うと、ほんの数時間で攻城兵器を建造して見せたほか（あまりの速さにそれを神の力だと思ったガリア人は戦わず降伏した）、3日でライン河に木造の橋を架けてゲルマン人を奇襲することもできた。全ての作業がマニュアル化されシステマチックに遂行された。たとえ1日の野営地でも整然と区画を設定し、(排水溝まで備えた）通路を敷き、柵で囲った陣形を構築したので天候の急変や不意の敵の夜襲などに対しても万全の備えを示していた。建設した街道や水道橋には今日でも使用されているものがある。
軍団兵が建築した石橋は現在でもヨーロッパの各地に残っており、2千年が過ぎた現在でも人や車が渡ることができる。欧州には、その各地に残る橋が示す古代ローマ帝国の建築技術の高さから、古代ローマ帝国当時に作られたという俗説をもつ「悪魔の橋」が現在でも数十伝わっている。

都市計画にも長け、現在のいくつかのヨーロッパの主要都市(ウィーン(ウィンドボナ)、マンチェスターやランカスターなど）は軍団の駐屯地を端緒としている。

## 給料

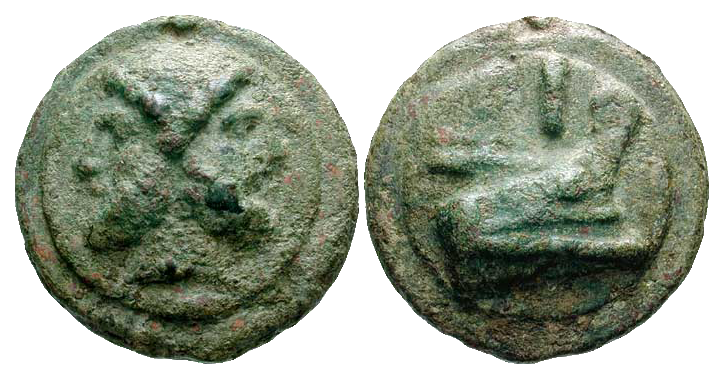
アッシス青銅貨（紀元前3世紀）

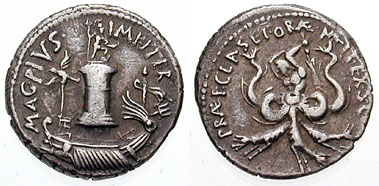
デナリウス銀貨（紀元前1世紀）

ローマは先進文明のカルタゴやオリエントの君主国とは異なり、後進文明であるスキタイやギリシャと同じく尚武を尊び自国の防衛に傭兵を雇用する習慣がなかった。共和制初期、国家の危機に際して軍団に参ずるのは、5万アッシス以上の資産を持ち、ローマ市民権を持つ者の義務であった。彼らは自前で武装を調達できる財産があるのだから、緊急時には兵として活動するのは当然と思われていた（ローマ市民は直接税を払う義務がなく、代わりに戦時に兵として命を掛ける義務と略奪を行う権利を持っていた）。ただし日本の武士のように戦地に向かう路銀や食料は自前持ちではなく軍団より支給された。紀元前4世紀ころを境にして、ローマの軍団兵にはいわゆる日給が払われるようになる。ローマ市民にとって兵役は義務ではなく権利(ノブレス・オブリージュ)とも言えるものであった。
春から夏にかけて戦争を行い、秋の刈り入れ時から冬の間は休戦してローマに戻り、平時の仕事をするのが当時の戦争のスタイルだったが、ローマの領域が拡大するにつれて戦争が広範・長期化するようになる。これに伴い、戦場で壊れた武装を取り替えたり追加の食料を補給する費用まで、個人では負担が大きすぎるようになってきたのである。そこで一般兵には1日4アッシス、百人隊長（ケントゥリオ）は8アッシス、騎兵は12アッシスが支給されるようになった。
共和制時代の「アッシス（Asses）」は10アッシスが1デナリウス銀貨に相当し、貨幣として流通量が最も多かったため日給として使われた青銅硬貨である。初代皇帝アウグストゥスの通貨改革以降は銅貨となり、16アッシスで1デナリウスとなった。以下の文で現れる通貨単位「セステルティウス」は、共和制時代は4セステルティウスで1デナリウスに相当する銀貨だったが、アウグストゥスの通貨改革で銅貨となり、アッシスに代わって最も広く流通する硬貨になった。
軍団兵が国家から年給を支払われる職業軍人化するのはマリウスの軍制改革以降のことで、この改革以降、軍団兵は70デナリウス（280セステルティウス相当）の年給を受け取るようになった。年給の賃上げはローマの歴史上4回行われ
1. 前45年、カエサル - 70から140デナリウス（560セステルティウス相当）
2. 前30年、アウグストゥス - 140から225デナリウス（900セステルティウス相当）
3. 後82年、ドミティアヌス - 225から300デナリウス（1200セステルティウス相当）
4. 後197年、セプティミウス・セウェルス - 300から375デナリウス（1500セステルティウス相当）

となった。その他、大規模な戦闘に勝ったときは、首都ローマに軍団が帰還した後、報奨金が出るのが普通だった。たとえば、ガリア戦役からポンペイウスとの闘争まで、すべてに勝利したカエサルは報奨金として、一般兵には5千デナリウス、百人隊長には1万デナリウス、大隊長（ピルス・プリオル）には2万デナリウスをそれぞれ支給した。
この他、退職金や植民都市への移住の自由など、兵役を務めた者に対しては第二の人生を始めるのに充分な計らいがされていた。また除隊・退役後も自発的に登録し必要に応じて軍務に戻る者はエウォカトゥスと呼ばれ、しばしば厚遇された。

## 兵装

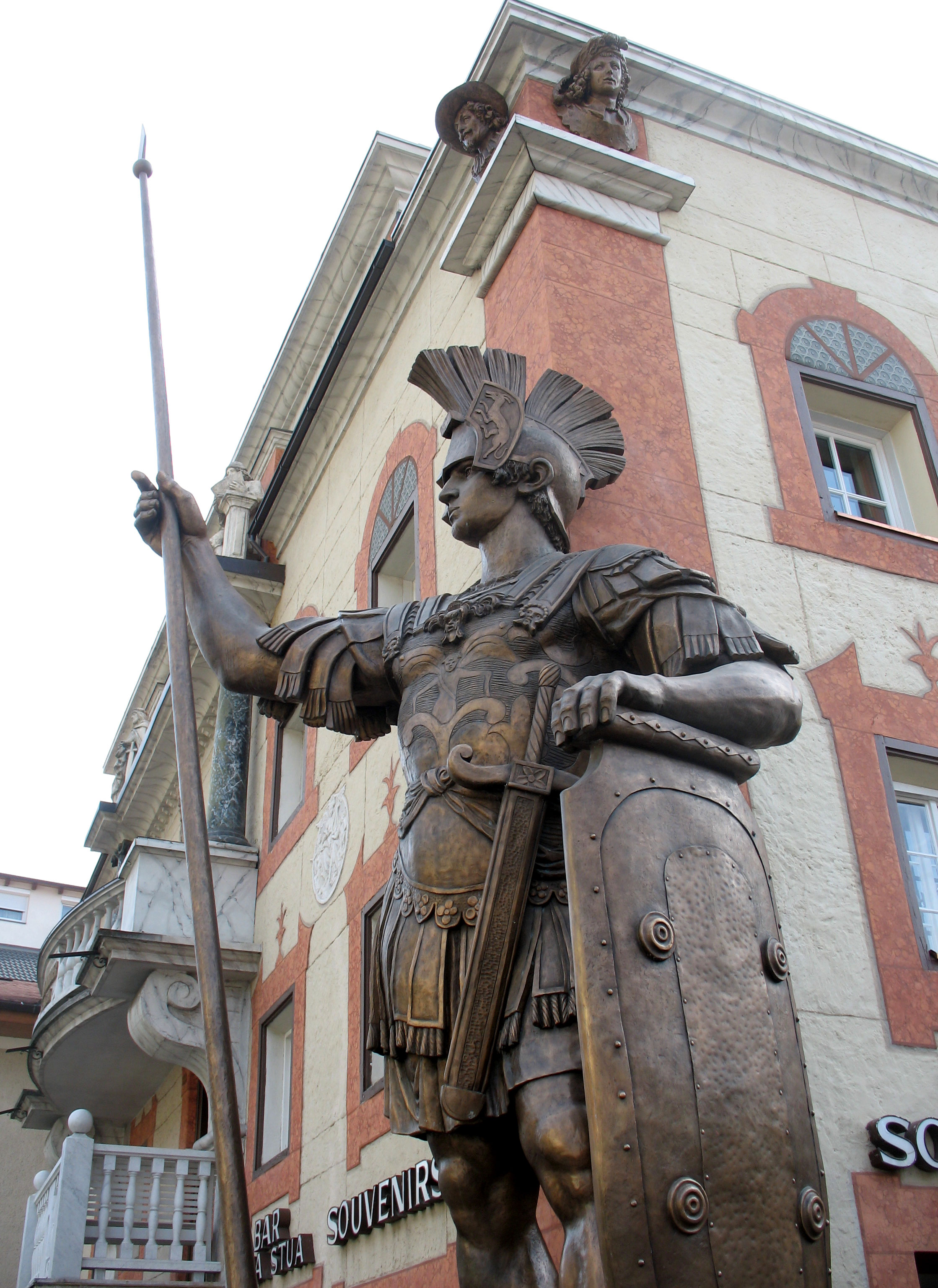
軍団兵の銅像

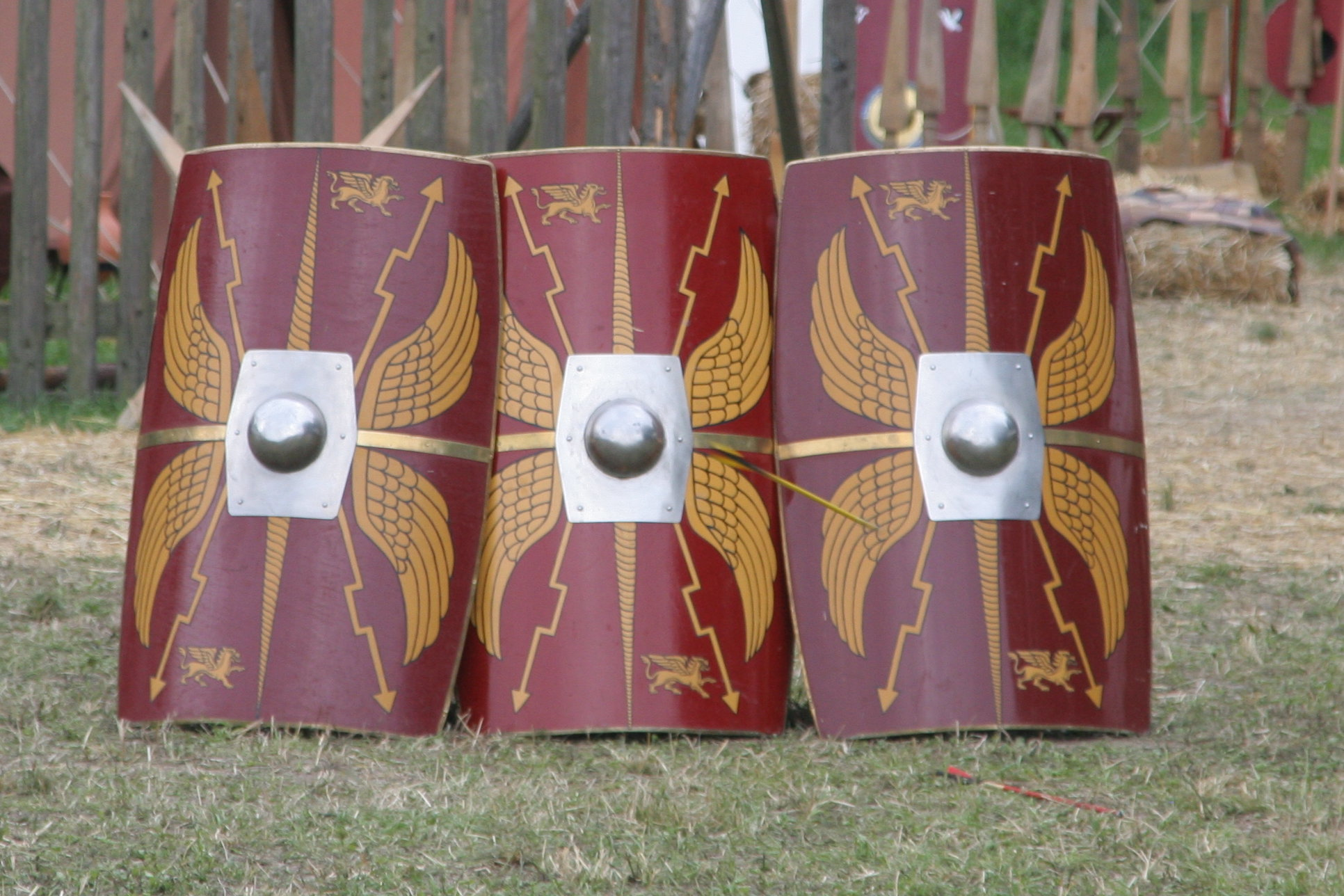
帝政時代のスクトゥム

戦時において敵地に赴くとき、軍団兵の兵装は以下の通りである
- 鎧（lorica, ロリカ） - 時代によって板金で作られたロリカ・セグメンタタ（スケイルメイル）、鎖を編んで作ったロリカ・ハマタ（チェインメイル）などがある
- 盾（scutum, スクトゥム） - 長方形または楕円形の大型の盾
- 兜（galea, ガレア） - 青銅製、のちに鉄製の兜
- 軍靴（caligae, カリガエ） - 革製のサンダル
- 槍 - 初期には、突くための長槍ハスタと投槍ピルムの2種類があった。後にピルムのみになり、槍を投げて、敵陣を混乱させ、すかさず前進し剣で斬り合う戦法がとられた。
- 剣（gladius, グラディウス） - 当初はスパタと呼ばれる刃渡りの長い剣を使っていた。第二次ポエニ戦争のときスキピオ・アフリカヌスによって征服されたヒスパニアの原住民が使っていた刃幅のある強固な短剣（gladius hispaniensis、グラディウス・ヒスパニエンシス）が接近戦に向いた形状と機能を有していたため、スキピオ以降、ローマ軍で使われる代表的な剣として採用された。
- ダガー（pugio、プギオ）両刃の短剣

また遠征には生活用具一式が入ったサルキナ（sarcina）と呼ばれる荷袋を担いでいた。中には
- 14日間の食料
- 水を入れた皮袋
- 調理器具
- 野営地の柵として樫で作られた杭（ピルム・ムーリアリス）2本
- シャベル
- 籐で作られたカゴ

が詰め込まれていた。

## その他の兵科
ローマ軍団兵は基本的に重装歩兵として戦闘に加わったため、それ以外の兵科を属州民、同盟国（同盟市）の兵士に任せていた。「アウクシリア（支援軍、補助兵）」と呼ばれた彼らはローマ市民権を持つ市民ではなく、軍団兵よりも軽装の歩兵か騎兵として、主に後方支援を任務としていた。（詳細はアウクシリアを参照）
ローマ軍団のもう1つの兵科は騎兵である。スキピオ・アフリカヌスが活躍した第二次ポエニ戦争以降は重装歩兵・軽装歩兵・騎兵の三つの兵科を、いかに機動的に動かすかが戦場での勝利のカギとなっていたが、古代ローマ時代の騎兵は乗馬用の鐙（あぶみ）がない状態で馬を駆らねばならず（あぶみがヨーロッパにもたらされるのは中世）、幼いころから馬に慣れていないと勤まらない特殊技能であった。また訓練用の馬を用意する経済力も必要なことから、富裕なローマ市民が努めることが多かった。以上のような理由から、騎兵を務める者を共和政ローマでは「エクィテス（騎士階級）」と呼んだ。時代が下ると、本来の「騎兵」の意から外れて元老院階級と一般市民の間に位置する階級として定着する。（詳細はエクィテスを参照）
また、ごく一部には医療・土木専門などの技術者などが従軍しており、軍団兵でありながら勤務が軽い役職も存在したようである。